# Guy Miège
Guy Miège (* vor 1644 in Lausanne; † nach 1718) war ein englischer Romanist, Anglist und Lexikograf.

## Leben und Werk
Miège wurde am 30. Mai 1644 getauft, wuchs in Lausanne auf und kam 1661 nach London. Dort war er eine Zeit lang im diplomatischen Dienst, bereiste von 1665 bis 1668 Frankreich, wurde in London Lehrer für Französisch und Englisch als Fremdsprache und publizierte Wörterbücher, Grammatiken und weitere Lernmaterialien.
Im Jahre 1677, als es noch keine einsprachigen französischen Wörterbücher gab, publizierte Miège auf der Basis des französisch-lateinischen Wörterbuchs (1664, 1671) von François-Antoine Pomey A New Dictionary French and English (später auch: Great French Dictionary). Da das vorausgehende französisch-englische Wörterbuch von Randle Cotgrave (zuerst 1611, 4. Auflage 1672) vor allem die unklassisch gewordene französische Sprache des 16. Jahrhunderts abbildete, bedeutete Mièges Wörterbuch, das sich ganz der französischen Klassik zuwandte, eine Art Revolution, die auch Proteste auslöste. Für den in seinem Wörterbuch fehlenden Wortschatz schob er deshalb 1679 einen Cotgrave-Ersatz nach, von dessen Inhalt er sich mit dem Titel Dictionary of barbarous French gleichzeitig distanzierte.

## Werke

### Wörterbücher
- A New dictionary French and English, with another English and French, London 1677
- A dictionary of barbarous French, or, A collection, by way of alphabet, of obsolete, provincial, mis-spelt, and made words in French taken out of Cotgrave’s dictionary with some additions. Awork much desired, and now performed, for the satisfaction of such as read Old French, London 1679
- A Short Dictionary English and French, French and English, London 1684
- The Great French Dictionary, London 1688

### Weitere Werke
- La relation de trois ambassades de Monseigneur le comte de Carlisle de la part du serenissime & tres-puissant prince Charles II. Roy de la Grande Bretagne, vers leurs serenissimes Majestés Alexey Michailovitz czar & grand duc de Moscovie, Charles roy de Suede, & Frederic III. roy de Dannemarc & de Norvege, commencées en l’an 1663 & finies sur la fin de l’an 1664, Amsterdam 1669, 1672; Rouen 1670
- A New French Grammar, or a New Method for Learning of the French Tongue, London 1678
- A New Cosmography, or Survey of the Whole World, London 1682
- L’État présent de l’Europe suivant les Gazettes et autres Avis, London 1682
- The Present State of Denmark, London 1683
- Nouvelle Méthode pour apprendre l’Anglais, London 1685, Menston 1970
- Nouvelle Nomenclature Française et Anglaise, London 1685
- The Grounds of the French Tongue, London 1687, Menston 1969
- The English Grammar, London 1688, 1691, Menston 1969
- A Complete History of the late Revolution, London 1691
- Miscellanea, or a Choice Collection of Wise and Ingenious Sayings, London 1694
  - Delight and Pastime, London 1697